# Нейтронна ефективність
Нейтронна ефективність визначається як відношення сумарної середньозваженої надлишкової кількості вироблених нейтронів, поділеної на сумарну середньозважену кількість подій поділу.
Розподіл енергій нейтронів в ядерному реакторі відрізняється від спектру нейтронів поділу через уповільнення нейтронів при пружних і непружних зіткненнях з паливом, теплоносієм і матеріалами конструкцій. Нейтрони сповільнюються при пружних і непружних зіткненнях, поки вони не поглинаються через захоплення нейтронів або не втрачаються при витоку. Нейтронна ефективність — це збалансований рахунок в нейтронів, що створюються в реакторі, і нейтронів, втрачених внаслідок поглинання непаливними елементами, резонансного поглинання паливом і витоку в швидкому та тепловому діапазоні енергії.
Важка вода є надзвичайно ефективним сповільнювачем. В результаті реактори, що використовують важку воду, такі як CANDU, також мають високу нейтронну ефективність.
Величина, яка вказує на те, наскільки нейтронна ефективність виходить з рівноваги, називається реактивністю. Якщо реактор є критичним, тобто вироблення нейтронів в точності дорівнює руйнуванню нейтронів, реакційна здатність дорівнює нулю. Якщо реакційна здатність позитивна, реактор надкритичний. Якщо реакційна здатність негативна, реактор підкритичний .
Термін «нейтронна ефективність» використовується не тільки для миттєвої реактивності реактора, а й для опису загальної ефективності конструкції ядерного реактора .